# Інститут релігійних справ
Інститу́т релігі́йних справ (італ. Istituto per le Opere di Religione) — фінансова інституція Ватикану. Відомий також під назвою Банк Ватикану, але не виконує функції центрального банку (як часто йому приписують). Міжнародний ідентифікаційний код банку IOPRVAVX.
Інститут було засновано 27 червня 1942 року, коли головою Римо-Католицької Церкви був Папа Римський Пій XII.

## Статус банку
Відповідно до статуту, цей інститут був створений для того, щоби стягувати плату й керувати ресурсами, що належать релігійним агенціям. Інститут Релігійних Справ дає змогу корпораціям, створеним для релігійних цілей, інвестувати кошти, залучених для їхніх вкладів, конфіденційно й без сплати податків.
Дані про діяльність і фінансове становище цього Інституту практично не розголошуються. Він належить до числа банків, що здійснюють великі інвестиції в банківську справу й торгівлю в Італії та по всьому світі.
У період правління Папи Івана Павла II проведено великі реформи. 1992 року директором банку був Джованні Боджо.

## Ситуація у 2010-2012
В останні роки Інститут був утягнутий до низки скандалів, зокрема в вересні 2010 року фінансова поліція Італії вилучила з рахунку банку Credito Artigiano 23 мільйона євро що належали Інституту, а також заарештувала директора Інституту Етторе Готті Тедескі, й генерального директора Паоло Чіпріані за звинуваченням у відмиванні грошей.
24 травня 2012 року відбулася рада директорів Інституту релігійних справ, де винесено вотум недовіри директору банку професорові Готті Тедескі.